# Lübecker National
El Lübecker National es una especialidad de la cocina de Baja Sajonia (norte de Alemania) que se compone principalmente de carne de cerdo cocido en partes iguales con unos nabos especiales denominados Steckrüben y patatas, ambos cocidos. Debe su nombre a la ciudad de Lübeck (Schleswig-Holstein, Alemania), el nombre "National" es una denominación general proporcionada en la región a cualquier guiso con nabos.

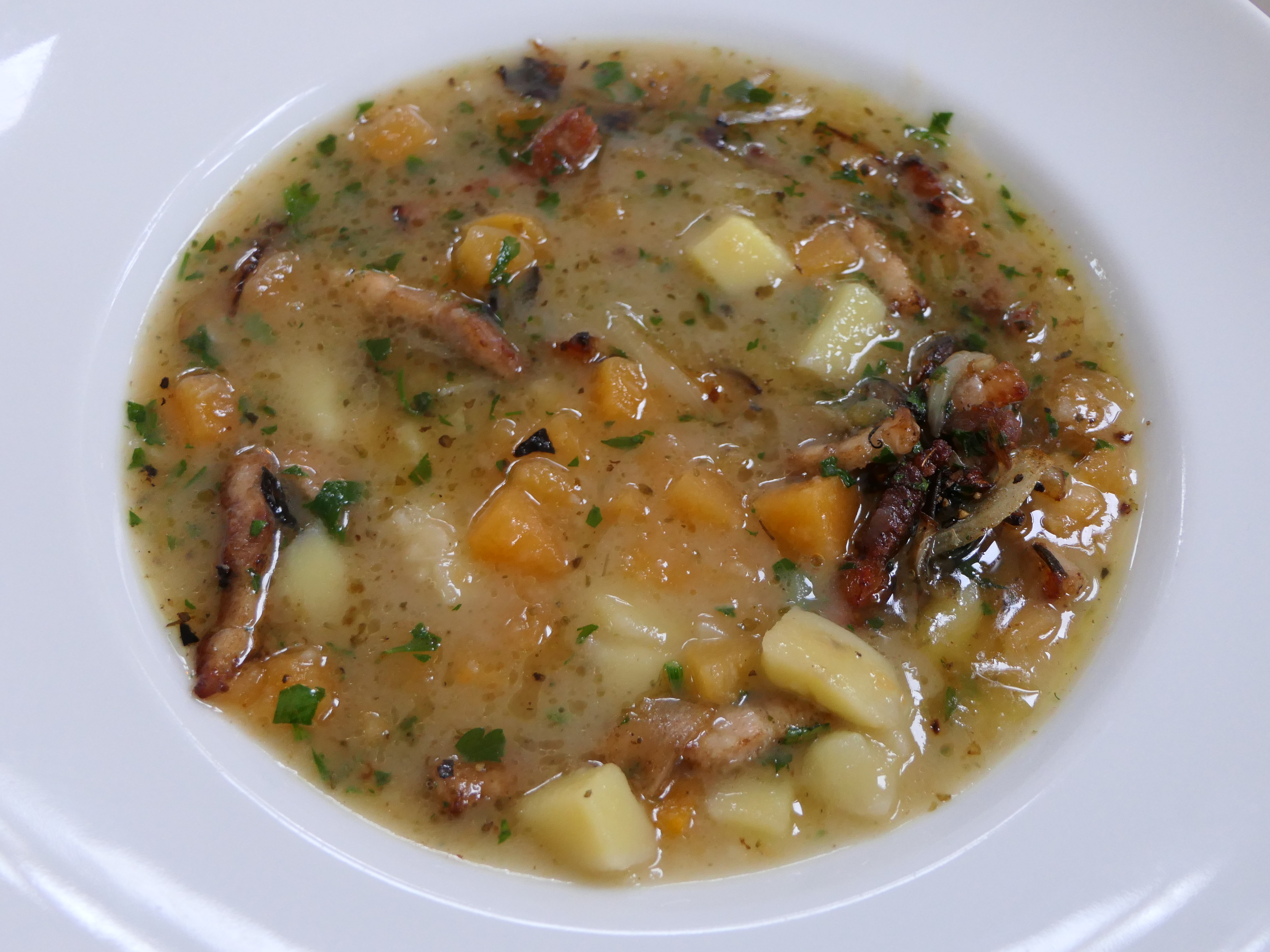
El Lübecker National es un ejemplo de la gastronomía de la zona

## Literatura
- "Norddeutsche Küche - Ein kulinarischer Streifzug von Husum bis Travemünde", Peter Ploog, Komet Verlag GmbH, 128 Páginas, ISBN 3-89836-413-5, ISBN 978-3-89836-413-3

- Datos: Q9026229